# Pancetta

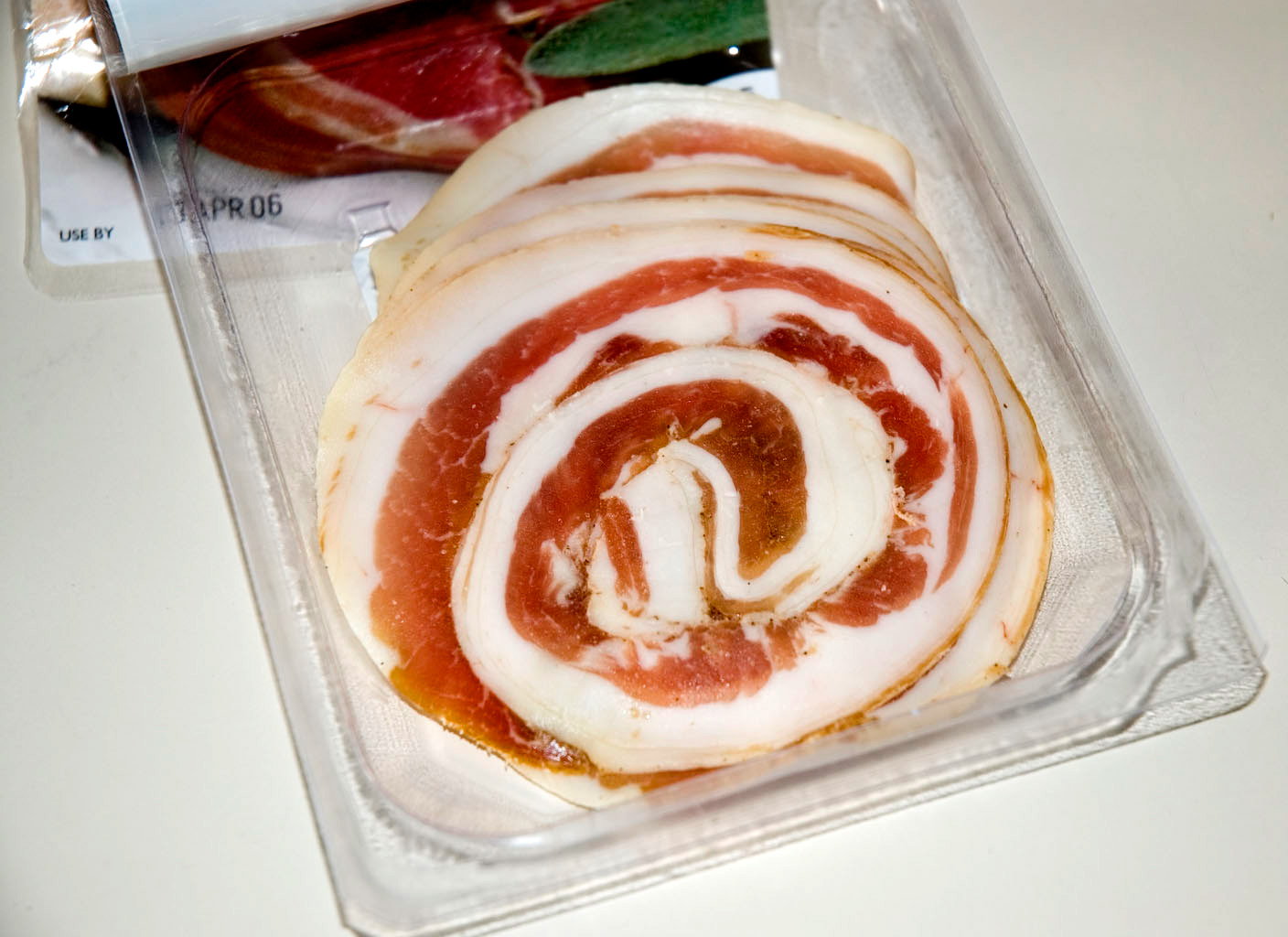
Pancetta arrotolata

Pancetta  (v Itálii nazývaná někdy též ventresca di maiale) je italská slanina vyráběná z bůčku, který je ošetřen solí po dobu dní až týdnů a okořeněn černým pepřem a někdy i dalším kořením. 
Pancetta je běžně servírována syrová, nakrájená na tenké plátky (tzv. salumi), často jako součást antipasti (tj. předkrmu). Při vaření se obvykle krájí na kostičky (tzv. cubetti di pancetta). 
Dva základní typy pancetty jsou arrotolata (kulatá) a stesa (plochá). Pancetta stesa, kde je přidána capicola do středu, se nazývá pancetta coppata. Pancetta arrotolata, která je uzená, se nazývá pancetta affumicata a nijak neošetřená syrová se nazývá pancetta fresca (čerstvá).